# Словачка на Летњим олимпијским играма 2012.
Словачка на Летњим олимпијским играма учествује пети пут као самостакна земља. На Олимпијским играма 2012., у Лондону учествовали су са 46 спортиста који су се такмичили у једанаест спортова.
Заставу Словачке на свечаном отварању Олимпијских игара 2012. носио је стрелац Јожеф Генци.
Словачка је освојила укупно 4 медаље. Једну сребрну и три бронзане, заузевши тако 59. место у укупном поретку.

## Освајачи медаља
| Медаља | Олимпијац                       | Спорт        | Дисциплина   |
| ------ | ------------------------------- | ------------ | ------------ |
| Сребро | Зузана Штјефечекова             | Стрељаштво   | Трап за жене |
| Бронза | Данка Бартјекова                | Стрељаштво   | Скит за жене |
| Бронза | Михал Мартикан                  | Кајак и кану | Слалом C-1   |
| Бронза | Петер Хохшорнер Павол Хохшорнер | Кајак и кану | Слалом C-2   |

## Атлетика
Мушкарци
| Атлетичар       | Дисциплина     | Група    | Група | Четвртфинале | Четвртфинале | Полуфинале | Полуфинале | Финале           | Финале           |
| Атлетичар       | Дисциплина     | Резултат | Место | Резултат     | Место        | Резултат   | Место      | Резултат         | Место            |
| --------------- | -------------- | -------- | ----- | ------------ | ------------ | ---------- | ---------- | ---------------- | ---------------- |
| Милош Батовски  | 50 км ходање   |          |       |              |              |            |            | 4:09:32          | 48               |
| Антон Кучмин    | 20 км ходање   |          |       |              |              |            |            | 1:22:25          | 23               |
| Матеј Тот       | 50 км ходање   |          |       |              |              |            |            | 3:41:24          | 8                |
| Михал Кабелка   | Скок увис      | 2,16     | 30    |              |              |            |            | Није се пласирао | Није се пласирао |
| Марсел Ломницки | Бацање кладива | 74,00    | 15    |              |              |            |            | Није се пласирао | Није се пласирао |

Жене
| Атлетичар         | Дисциплина     | Група      | Група | Четвртфинале | Четвртфинале | Полуфинале | Полуфинале | Финале            | Финале            |
| Атлетичар         | Дисциплина     | Резултат   | Место | Резултат     | Место        | Резултат   | Место      | Резултат          | Место             |
| ----------------- | -------------- | ---------- | ----- | ------------ | ------------ | ---------- | ---------- | ----------------- | ----------------- |
| Катарина Берешова | Маратон        |            |       |              |              |            |            | 2:48:11           | 99                |
| Mária Czaková     | 20 км ходање   |            |       |              |              |            |            | 1:37:43           | 53                |
| Луција Клоцова    | 1.500 м        | 4:07,79 НР | 9 КВ  |              |              | 4:02,99 НР | 8 КВ       | 4:12.64           | 8                 |
| Мартина Храшнова  | Бацање кладива | 68.41      | 20    |              |              |            |            | Није се пласирала | Није се пласирала |
| Дана Велдјакова   | Троскок        | 14.22      | 10 КВ |              |              |            |            | 11.92             | 12                |
| Јана Велдјакова   | Скок удаљ      | 6.18       | 27    |              |              |            |            | Није се пласирала | Није се пласирала |

## Бадминтон
| Такмичар/ка      | Дисциплина       | Коло 64            | Коло 32              | Коло 16 .          | Четвртфин.         | полуфин            | Финале             | Финале  |
| Такмичар/ка      | Дисциплина       | Противник Резултат | Противник Резултат   | Противник Резултат | Противник Резултат | Противник Резултат | Противник Резултат | Пласман |
| ---------------- | ---------------- | ------------------ | -------------------- | ------------------ | ------------------ | ------------------ | ------------------ | ------- |
| Моника Фашунгова | Жене појединачно | Гу Изг 5–21, 11–21 | На} Изг 12–21, 18–21 | Није се пласирала  | Није се пласирала  | Није се пласирала  | Није се пласирала  | 3       |

## Бициклизам
Мушкарци
| Бициклиста  | Дисциплина   | Време   | Пласман |
| ----------- | ------------ | ------- | ------- |
| Петер Саган | Друмска трка | 5:46:37 | 34      |

Жене
| Бициклиста     | Дисциплина  | Време   | Пласман |
| -------------- | ----------- | ------- | ------- |
| Јанка Штевкова | Крос кантри | 1:39:05 | 21      |

## Гимнастика
Мушкарци
| Самуел Пјасецки | Паралелни разбој |  |  |  |  | 15.358 |        | 15.358 | 11 | Није се пласирао | Није се пласирао | Није се пласирао | Није се пласирао | Није се пласирао | Није се пласирао | Није се пласирао | Није се пласирао |
| Самуел Пјасецки | Вратило          |  |  |  |  |        | 12.666 | 12.666 | 65 | Није се пласирао | Није се пласирао | Није се пласирао | Није се пласирао | Није се пласирао | Није се пласирао | Није се пласирао | Није се пласирао |

Жене
| Марија Хомолова | Вишебој | 12.066 | 12.766 | 10.458 | 11.733 | 47.023 | 57 | Није се пласирала | Није се пласирала | Није се пласирала | Није се пласирала | Није се пласирала | Није се пласирала |

## Дизање тегова
Мушкарци
| Дизач тегова   | Дисциплина | Трзај    | Трзај   | Избачај  | Избачај | Укупно | Пласман |
| Дизач тегова   | Дисциплина | Резултат | Пласман | Резултат | Пласман | Укупно | Пласман |
| -------------- | ---------- | -------- | ------- | -------- | ------- | ------ | ------- |
| Мартин Тешович | -105 kg    | 167      | 12      | 196      | 12      | 363    | 11      |

## Кајак и кану

### Кајак и кану на дивљим водама
Мушкарци
| Кајакаш                         | Дисциплина | Група   | Група | Група   | Група | Група         | Група | Полуфинале | Полуфинале | Финале | Финале |
| Кајакаш                         | Дисциплина | 1 вожња | Место | 2 вожња | Место | Најбоља вожња | Место | Време      | Место      | Време  | Место  |
| ------------------------------- | ---------- | ------- | ----- | ------- | ----- | ------------- | ----- | ---------- | ---------- | ------ | ------ |
| Михал Мартикан                  | Слалом C-1 | 139.46  | 16    | 90.56   | 1     | 90.56         | 1 КВ  | 104.04     | 4 КВ       | 98.31  |        |
| Павол Хохшорнер Петер Хохшорнер | Слалом C-2 | 97.52   | 2     | 98.60   | 1     | 97.52         | 2 КВ  | 109.04     | 2 КВ       | 108.28 |        |

Жене
| Кајакаш       | Дисциплина | Група   | Група | Група   | Група | Група         | Група | Полуфинале | Полуфинале | Финале | Финале |
| Кајакаш       | Дисциплина | 1 вожња | Место | 2 вожња | Место | Најбоља вожња | Место | Време      | Место      | Време  | Место  |
| ------------- | ---------- | ------- | ----- | ------- | ----- | ------------- | ----- | ---------- | ---------- | ------ | ------ |
| Јана Дукатова | Слалом К-1 | 105.14  | 5     | 101.37  | 4     | 101.37        | 6 КВ  | 110.48     | 4 КВ       | 111.60 | 6      |

### Кајак и кану на мирним водама
Мушкарци
| Кајакаш                                         | Дисциплина | Група    | Група | Полуфинале       | Полуфинале       | Финале           | Финале |
| Кајакаш                                         | Дисциплина | Време    | Место | Време            | Место            | Време            | Место  |
| ----------------------------------------------- | ---------- | -------- | ----- | ---------------- | ---------------- | ---------------- | ------ |
| Лубомир Хагара                                  | C-1 200 м  | 43.507   | 5 КВ  | 41.472           | 3 КВ             | 43.977           | 6      |
| Марек Крајчович                                 | K-1 1000 м | 3:39.649 | 7     | Није се пласирао | Није се пласирао | Није се пласирао | 20     |
| Peter Gelle Ерик Влчек                          | K-2 1000 м | 3:19.571 | 3 КВ  | 3:12.690         | 1 КВ             | 3:12.519         | 8      |
| Мартин Јанковец Петер Геле Јурај Тар Ерик Влчек | K-4 1000 м | 2:55.173 | 1 КВ  |                  |                  | 2:56.771         | 6      |

Жене
| Кајакаш                       | Дисциплина | Група    | Група | Полуфинале | Полуфинале | Финале   | Финале |
| Кајакаш                       | Дисциплина | Време    | Место | Време      | Место      | Време    | Место  |
| ----------------------------- | ---------- | -------- | ----- | ---------- | ---------- | -------- | ------ |
| Ивана Кметова                 | K-1 200 м  | 43.445   | 6 КВ  | 42.510     | 5 КВ       | 45.556   | 14     |
| Ивана Кметова Мартина Кохлова | K-2 500 м  | 1:45.073 | 5 КВ  | 1:43.653   | 5 КВ       | 1:47.683 | 13     |

## Пливање
Мушкарци
| Пливач          | Дисциплина  | Група   | Група   | Полуфинале       | Полуфинале       | Финале           | Финале           |
| Пливач          | Дисциплина  | Време   | Пласман | Време            | Пласман          | Време            | Пласман          |
| --------------- | ----------- | ------- | ------- | ---------------- | ---------------- | ---------------- | ---------------- |
| Томаш Клобучник | 200 м прсно | 2:13.40 | 23      | Није се пласирао | Није се пласирао | Није се пласирао | Није се пласирао |

Жене
| Пливач               | Дисциплина     | Група   | Група   | Полуфинале        | Полуфинале        | Финале            | Финале            |
| Пливач               | Дисциплина     | Време   | Пласман | Време             | Пласман           | Време             | Пласман           |
| -------------------- | -------------- | ------- | ------- | ----------------- | ----------------- | ----------------- | ----------------- |
| Катарина Филова      | 100 м слободно | 56.58   | 31      | Није се пласирала | Није се пласирала | Није се пласирала | Није се пласирала |
| Катарина Филова      | 200 м слободно | 2:02.03 | 28      | Није се пласирала | Није се пласирала | Није се пласирала | Није се пласирала |
| Катарина Листопадова | 200 м мешовито | 2:16.81 | 28      | Није се пласирала | Није се пласирала | Није се пласирала | Није се пласирала |
| Дениса Смоленова     | 100 м делфин   | 59.48   | 28      | Није се пласирала | Није се пласирала | Није се пласирала | Није се пласирала |
| Дениса Смоленова     | 200 м делфин   | 2:11.10 | 21      | Није се пласирала | Није се пласирала | Није се пласирала | Није се пласирала |
| Мирослава Силабова   | 50 м слободно  | 26.07   | 38      | Није се пласирала | Није се пласирала | Није се пласирала | Није се пласирала |

## Стрељаштво
Мушкарци
| Стрелац        | Дисциплина           | Квалификације | Квалификације | Финале           | Финале           |
| Стрелац        | Дисциплина           | Резултат      | Пласман       | Резултат         | Пласман          |
| -------------- | -------------------- | ------------- | ------------- | ---------------- | ---------------- |
| Јожеф Генци    | 50 м тростав         | 1157          | 31            | Није се пласирао | Није се пласирао |
| Јожеф Генци    | 50 м лежећи          | 589           | 39            | Није се пласирао | Није се пласирао |
| Јожеф Генци    | 10 м ваздушна пушка  | 591           | 31            | Није се пласирао | Није се пласирао |
| Павол Коп      | 50 м пиштољ          | 556           | 20            | Није се пласирао | Није се пласирао |
| Павол Коп      | 10 м ваздушни пиштољ | 576           | 21            | Није се пласирао | Није се пласирао |
| Јурај Тужински | 50 м пиштољ          | 554           | 23            | Није се пласирао | Није се пласирао |
| Јурај Тужински | 10 м ваздушни пиштољ | 580           | 15            | Није се пласирао | Није се пласирао |
| Ерик Варга     | Трап                 | 121           | 12            | Није се пласирао | Није се пласирао |

Жене
| Стрелац             | Дисциплина          | Квалификације | Квалификације | Финале            | Финале            |
| Стрелац             | Дисциплина          | Резултат      | Пласман       | Резултат          | Пласман           |
| ------------------- | ------------------- | ------------- | ------------- | ----------------- | ----------------- |
| Данка Бартјекова    | Скит                | 70            | 2 КВ          | 90                |                   |
| Данијела Пешакова   | 50 м тростав        | 576           | 34            | Није се пласирала | Није се пласирала |
| Данијела Пешакова   | 10 м ваздушна пушка | 395           | 14            | Није се пласирала | Није се пласирала |
| Зузана Штјефечекова | Трап                | 73            | 2 КВ          | 93                |                   |

## Тенис
Мушкарци
| Тенисер                   | Дисциплина  | Коло 64                  | Коло 32                           | Коло 16            | Четвртфинале       | Полуфинале         | Финале             |                   |
| Тенисер                   | Дисциплина  | Противник Резултат       | Противник Резултат                | Противник Резултат | Противник Резултат | Противник Резултат | Противник Резултат |                   |
| ------------------------- | ----------- | ------------------------ | --------------------------------- | ------------------ | ------------------ | ------------------ | ------------------ | ----------------- |
| Мартин Клижан             | појединачно | Родик Изг 5–7, 4–6       | Није се пласирао                  | Није се пласирао   | Није се пласирао   | Није се пласирао   | Није се пласирао   | Није се пласирао  |
| Лукаш Лацко               | појединачно | Печнер Изг 6–7(5–7), 1–6 | Није се пласирао                  | Није се пласирао   | Није се пласирао   | Није се пласирао   | Није се пласирао   | Није се пласирао  |
| Мартин Клижан Лукаш Лацко | парови      |                          | Типсаревић / Зимоњић Изг 3–6, 3–6 | Нису се пласирали  | Нису се пласирали  | Нису се пласирали  | Нису се пласирали  | Нису се пласирали |

Жене
| Тенисерка                             | Дисциплина  | 1. коло                     | 2. коло                                  | 3. коло               | Четвртфинале        | Полуфинале          | Финале              | Финале            |
| Тенисерка                             | Дисциплина  | Противница Резултат         | Противница Резултат                      | Противница Резултат   | Противница Резултат | Противница Резултат | Противница Резултат | Пласман           |
| ------------------------------------- | ----------- | --------------------------- | ---------------------------------------- | --------------------- | ------------------- | ------------------- | ------------------- | ----------------- |
| Доминика Цибулкова                    | појединачно | Пиронкова Изг 6–7(4–7), 2–6 | Није се пласирала                        | Није се пласирала     | Није се пласирала   | Није се пласирала   | Није се пласирала   | Није се пласирала |
| Данијела Хантухова                    | појединачно | Ли На Поб 6–2, 3–6, 6–3     | Корне Поб 6–3, 6–0                       | Возњацки Изг 4–6, 2–6 | Није се пласирала   | Није се пласирала   | Није се пласирала   | Није се пласирала |
| Доминика Цибулкова Данијела Хантухова | парови      |                             | A. Радвањска / У. Радвањска Изг 2–6, 1–6 | Нису се пласирале     | Нису се пласирале   | Нису се пласирале   | Нису се пласирале   | Нису се пласирале |

## Триатлон
| Такмичар     | Дисциплина | Пливање | Бициклизам | Трчање | Укупно  | Пласман |
| ------------ | ---------- | ------- | ---------- | ------ | ------- | ------- |
| Риџард Варга | Мушкарци   | 16:56   | 59:15      | 32:03  | 1:49:25 | 22      |

## Џудо
| Џудиста     | Дисциплина | 1. коло                | 1/8 финала         | 1/4 финала         | Полуфинале         | Финале             | Репесаж 1          | Репесаже 1/4 финале | Репесаж полуфинале | Борба за бронзу    | Поз.             |
| Џудиста     | Дисциплина | Противник Резултат     | Противник Резултат | Противник Резултат | Противник Резултат | Противник Резултат | Противник Резултат | Противник Резултат  | Противник Резултат | Противник Резултат | Поз.             |
| ----------- | ---------- | ---------------------- | ------------------ | ------------------ | ------------------ | ------------------ | ------------------ | ------------------- | ------------------ | ------------------ | ---------------- |
| Милан Рандл | − 90 кг    | Илијадис Изг 0002–0111 | Није се пласирао   | Није се пласирао   | Није се пласирао   | Није се пласирао   | Није се пласирао   | Није се пласирао    | Није се пласирао   | Није се пласирао   | Није се пласирао |